# E. A. Wallis Budge

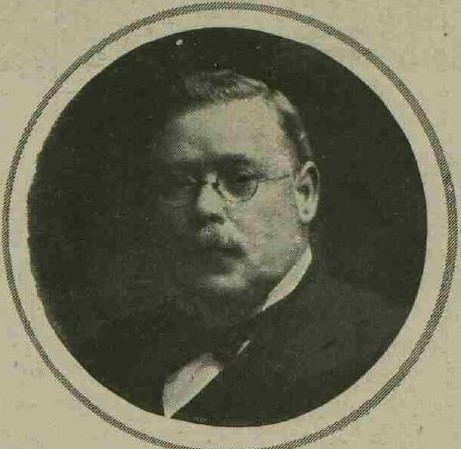
E. A. Wallis Budge

Sir Ernest Alfred Thompson Wallis Budge, meist E. A. Wallis Budge zitiert, (* 27. Juli 1857 in Bodmin, Cornwall; † 23. November 1934 in London) war ein britischer Ägyptologe, Orientalist und Museumskurator. Er war durch viele Bücher über das alte Ägypten bekannt und arbeitete für das British Museum in London, für das er auf Reisen in den Nahen Osten viele Antiquitäten, Manuskripte, Keilschrifttafeln und Papyri sammelte.

## Leben und Werk
Budge kam aus bescheidenen Verhältnissen. Seine Mutter war die Tochter eines Kellners in einem Hotel in Bodmin, sein Vater war unbekannt. Er wuchs bei seiner Tante und Großmutter in London auf. Er verließ 1869 mit zwölf Jahren die Schule, um als Angestellter bei der Einzelhandelskette W. H. Smith zu arbeiten. In seiner Freizeit studierte er Syrisch und Hebräisch und besuchte das British Museum, um sich vor allem Kenntnisse in Assyriologie anzueignen. Dabei wurde er von dem Ägyptologen Samuel Birch und dessen Assistenten, dem Assyriologen George Smith, am Museum unterstützt. Seine regelmäßige Lektüre in der Mittagspause in der St Paul’s Cathedral fiel dem Organisten John Stainer auf, der hochgestellte Persönlichkeiten (darunter der Premier William Ewart Gladstone) dafür gewann, ihm ein Stipendium an der Universität Cambridge (Christ’s College) zu ermöglichen. Von 1878 bis 1883 studierte er Orientalistik in Cambridge (darunter Arabisch, Altäthiopische Sprache, Hebräisch, Syrisch) und nebenbei Assyriologie, wobei er von William Wright unterstützt wurde. Er war dort Tyrwhitt Hebrew Scholar.
Ab 1883 war er beim British Museum zunächst in der Abteilung Assyriologie und wechselte bald darauf zur Ägyptologie und wurde von Samuel Birch und nach dessen Tod 1885 von Peter le Page Renouf unterrichtet.
Von 1886 bis 1891 wurde er vom Bibliothekar des British Museum Edward Augustus Bond beauftragt, im Irak und Istanbul die Quelle der Unterschlagung von Keilschrifttafeln aus ihren eigenen Depots im Irak zu untersuchen, die den Londoner Markt überschwemmten und dort vom Museum zu überhöhten Preisen aufgekauft werden mussten. Außerdem sollte er von den türkischen Behörden Ausgrabungslizenzen im Irak erlangen, um weitere Keilschrifttexte auszugraben. Gleichzeitig knüpfte er auf Reisen nach Ägypten (zuerst 1886) und dem Irak Kontakte zu vielen Händlern und erwarb Papyri und Keilschrifttafeln. Darunter den Papyrus von Ani, den Papyrus des Athenaion politeia (damals Aristoteles zugeschrieben) und Tafeln aus Amarna. Die Erwerbungen geschahen in starker Konkurrenz zu anderen europäischen Museen und Händlern und seine Erfolge verhalfen ihm bald zu einem ausgezeichneten Ruf. In Ägypten und dem Sudan erhielt er den Spitznamen „Vater der Schädel“ und „Vater der Altertümer“.
1891 wurde er als Nachfolger von Renouf Assistant Keeper und 1894 Keeper für Ägyptologie am British Museum, was er bis 1924 blieb.
Er veröffentlichte zahlreiche Bücher über Ägyptologie, besonders die altägyptische Religion und Einführung in die Hieroglyphen. Im Gegensatz zur damals vorherrschenden Auffassung, die altägyptische Religion und der Pharaonen-Kult wäre von Eroberern kaukasischer Herkunft in Ägypten etabliert worden, besonders von Flinders Petrie vertreten, nahm er einen afrikanischen Ursprung an. James Frazer übernahm die Sicht von Budge zum Osiris-Kult in seinem Buch The Golden Bough. Seine Bücher über altägyptische Religion und sein Interesse für das Okkulte (er war Mitglied des Ghost Club und glaubte an übernatürliche Phänomene) fanden große Publikumswirksamkeit und wurden auch später häufig neu aufgelegt, obwohl sie wissenschaftlich überholt waren. Er gab unter anderem Übersetzungen des ägyptischen Buchs der Könige und des Buchs der Toten heraus und auch äthiopische und syrische Manuskripte. Durch seine Stellung am Museum kam er auch mit vielen hochgestellten Persönlichkeiten der englischen Gesellschaft in Kontakt, die ihm häufig ihre Erwerbungen hinterließen. 1891 wurde er Mitglied des Savile Club auf Vorschlag seines Freundes Henry Rider Haggard. 1895 wurde er in die American Philosophical Society aufgenommen.
1893 war er in eine gerichtliche Auseinandersetzung mit Hormuzd Rassam verwickelt, nachdem er diesem vorgeworfen hatte, Antiken aus Niniveh geschmuggelt zu haben vorbei am British Museum unter deren Ausgräber Austen Henry Layard. Rassam sah sich zu Unrecht Vorwürfen ausgesetzt und klagte vor Gericht.
1920 wurde er als Knight Bachelor geadelt. Er war Fellow der Society of Antiquaries of London.
1883 heiratete er Dora Helen Emerson. Er stiftete in Erinnerung an sie testamentarisch ein Stipendium für junge Ägyptologen in Oxford und Cambridge (Lady Wallis Budge Junior Research Fellowship) das 1936 erstmals vergeben wurde.
1929 veröffentlichte er als Privatdruck eine Biographie der Katze Mike, die 1909 bis 1929 den Haupteingang des British Museum „bewachte“.

## Schriften (Auswahl)
- Easy Lessons in Egyptian Hieroglyphics with Sign List. London 1889 und öfter (Reprint Dover 1983).
- The Mummy. A Handbook of Egyptian Funerary Archaeology. Cambridge University Press, Cambridge 1893. 2. Auflage 1894 (Reprint Dover 1989).
- First steps in Egyptian: a book for beginners. Kegan Paul, Trench, Trübner, London 1895.
- An egyptian reading book for beginners. London 1896.
- The Egyptian Book of the Dead. Kegan Paul, Trench, Trübner, London 1898 (Digitalisat).
- Egyptian Magic. 2. Auflage, Kegan Paul, Trench, Trübner, London 1901.
- Egyptian Religion. London 1900 (Reprint, Bell Publ., New York 1959).
- The gods of the Egyptians; or, Studies in Egyptian mythology. 2 Bände, Methuen & co., London/Chicago 1904 (Digitalisat Bd. 1, Bd. 2).
- The Nile. Notes for Travellers in Egypt. Cook, London 1890. 10. Auflage 1907.
- The Egyptian Sudan. Its History and Monuments. 2 Bände, Kegan Paul, London 1907.
- Osiris and the Egyptian Resurrection. 2 Bände, Warner, London 1911.
- By Nile and Tigris. A Narrative of Journeys in Egypt and Mesopotamia on Behalf of the British Museum Between the Years 1886 and 1913. Murray, London 1920 (Autobiographie).
- The Rise and Progress of Assyriology. Hopkinson, London 1925. Archive
- From Fetish to God in Ancient Egypt. Oxford University Press, Oxford 1934 (Reprint Dover 1988).